# Le Septième Templier
Le Septième Templier est un roman policier d'Éric Giacometti et Jacques Ravenne, publié en 2011. C'est le huitième tome de la série des enquêtes du commissaire Antoine Marcas.

## Résumé
Comme dans chaque tome, deux intrigues s'entremêlent.
1307. Les Templiers sont au cœur d'une rivalité entre le roi de France, Philippe le Bel, et le Pape Clément V, l'enjeu étant les énormes richesses accumulées par les chevaliers depuis leur retour des Croisades, notamment en faisant fructifier de nombreuses commanderies. Nogaret, l'âme noire du roi, torture des Templiers pour leur faire avouer suffisamment de crimes pour les faire accuser d'hérésie et leur retirer le soutien du Pape censé les protéger. Heureusement les responsables de l'Ordre anticipent les manigances du roi et convertissent l'or en pierres précieuses pour mieux les sortir de leur forteresse parisienne. Le secret est alors partagé entre sept Frères, chacun d'entre eux est dépositaire d'une partie du secret.
De nos jours. Les membres d'une loge maçonnique secrète sont assassinés grâce à la trahison du Vénérable de la loge. L'objectif est de récupérer des capsules dissimulées dans chacune de leurs sept têtes, selon la devise « Sept templiers. Trois portes. Une seule vérité ». Un des membres parvient toutefois à s'échapper et contacte par téléphone Antoine Marcas, alors en visite chez son ami le Comte Jan Polocky au château Zbiroh situé en République tchèque. Les tueurs ont alors pour consigne de savoir ce que Marcas a pu apprendre.
S'ensuit une chasse à l'homme durant laquelle Marcas reçoit l'aide d'une spécialiste en symbolique maçonnique, bien utile pour déchiffrer les énigmes qui les conduisent dans les tunnels du métro parisien, l'église Saint-Merri de Paris, Montmartre...
Dans le même moment, l'Église traverse des moments difficiles : un attentat est perpétré contre le Pape au moment où ce dernier apprend que le Vatican fait partie des victimes de l'escroquerie organisée par Bernard Madoff...

## Personnages
Outre les personnages historiques tels que Philippe le Bel, Charles de Valois, Louis X le Hutin, Nogaret, le Pape Clément V, l'Inquisiteur Guillaume de Paris, Hughes de Payraud et d'autres dignitaires templiers...
- le Comte Jan Polocky possède le château Zbiroh situé en République tchèque. Il a convié Antoine Marcas et d'autres relations à une étonnante visite : un abri creusé par les Allemands durant la Seconde Guerre mondiale contient de nombreuses œuvres d'art spoliées. Le Comte est également franc-maçon.
- Le Père Antonio Da Silva, membre d'un service secret du Vatican
- David, Lucas et Lena Albrecht dite « la Louve » : les trois tueurs
- Jean Balmont : le membre de la loge décimée qui a pu contacter Marcas. D'abord professeur d'histoire médiévale à la Sorbonne, spécialiste de Philippe le Bel et de l'ordre du Temple, c'est la mort de son épouse dans les attentats de 1995 qui l'a amené à devenir jésuite, alors qu'il était déjà franc-maçon, puis il intègre une loge composée exclusivement de gens d'église.
- Gabrielle Delsignac, nièce de Balmont et franc-maçonne, auteure de l'étude La Croix et le Compas, ou la Doctrine templière dans les hauts grades maçonniques. Elle aide Marcas à décoder les indices récoltés et lui permet d'assister à une cérémonie de la Grande loge féminine.
- Guilhem : jeune religieux de l'église Saint-Germain-l'Auxerrois spécialiste en herbes médicinale, il a développé un talent particulier en étudiant de nombreux cadavres. Torturé par les hommes de Nogaret, il va devenir l'instrument de la vengeance des Templiers.

## Éditions
- Fleuve noir , 2011  (ISBN 2265088528)
- Pocket Thriller no 15166, 2012  (ISBN 2266229028)